# Rezerwat przyrody Szachownica w Krównikach
Szachownica w Krównikach – rezerwat przyrody położony w województwie podkarpackim, w powiecie przemyskim, w gminie Przemyśl, na terenie wsi Krówniki. Znajduje się w zasięgu terytorialnym Nadleśnictwa Krasiczyn, ale poza gruntami w zarządzie nadleśnictwa.
- numer według rejestru wojewódzkiego – 24
- powierzchnia – 17,25 ha (akt powołujący podawał 16,67 ha)
- dokument powołujący – M.P. z 1974 r. nr 32, poz. 194
- rodzaj rezerwatu – florystyczny
- przedmiot ochrony (według aktu powołującego) – stanowisko rzadkiej rośliny szachownicy kostkowatej

Występują tu także inne chronione gatunki roślin: zimowit jesienny i kosaciec syberyjski.